# Brojce (plaats)
Brojce is een plaats in het Poolse district  Gryficki, woiwodschap West-Pommeren. De plaats maakt deel uit van de gemeente Brojce en telt 1279 inwoners.